# Маратхи (народ)

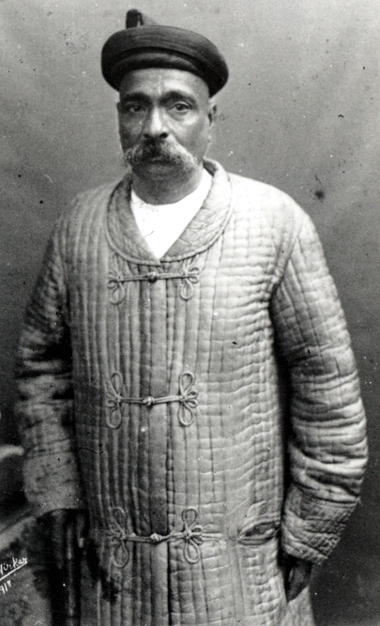
Лидер индийского движения за независимость Бал Гангадхар Тилак, маратхи.

Маратхи (маратхи मराठी माणसं или महाराष्ट्रीय) — народ в Индии, основное население штата Махараштра, небольшие группы живут в соседних штатах. Кроме того существует диаспора в Израиле и на Маврикии. Численность — более 68 миллионов человек на 1997 год, в настоящее (2007 г.) время — порядка 80 млн человек говорят на языке маратхи.
Большинство исповедует индуизм, остальные — джайнизм, ислам, христианство (в районе Гоа). Основное занятие — земледелие.
Многоотраслевое кустарное производство и старые традиции морской торговли способствовали развитию капитализма, образованию рабочего класса и национальной буржуазии раньше, чем у многих других народов Индии.
Предками маратхов считаются раштракуты. В XV веке у маратхи побывал русский купец Афанасий Никитин. Его описание быта и нравов индийцев касается прежде всего этого народа. В течение ряда столетий маратхи вели упорную борьбу против империи Великих Моголов (например, в XVII веке под руководством Шиваджи), с португальскими, а затем английскими колонизаторами. В результате англо-маратхских войн государство маратхов было захвачено англичанами. После завоевания Индией независимости (1947) в 1960 был создан национальный штат Махараштра.

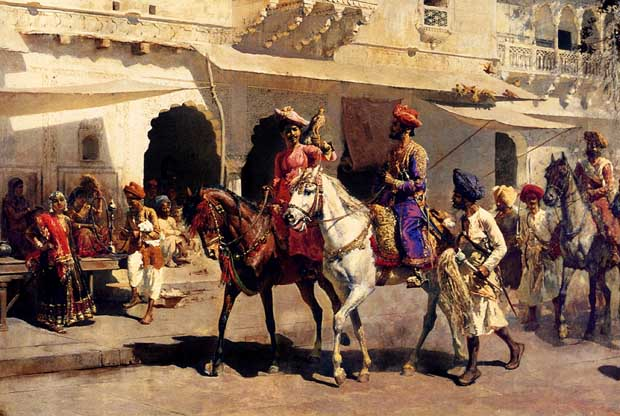
Маратхи, возвращающиеся с охоты в форт Гвалиор, картина Эдвина Лорда Уикса, 1887 г.

## Известные представители
- Бхимрао Рамджи Амбедкар — основной автор индийской Конституции, борец за права неприкасаемых.
- Баджи-рао I — пешва маратхов.
- Лакшми Баи — национальная героиня Индии, рани (княгиня)-воительница, одна из руководителей Сипайского восстания.
- Виноба Бхаве — философ, сторонник гандизма.
- Гопал Кришна Гокхале — один из лидеров движения за независимость Индии.
- Шрипад Амрит Данге — деятель профсоюзного коммунистического движения.
- Мадхури Дикшит — индийская киноактриса.
- Днянешвар — средневековый поэт и философ.
- Лата Мангешкар — индийская закадровая певица.
- Махаджи Шинде — махараджа Гвалиора.
- Закир Найк — исламский проповедник.
- Нана Сагиб — один из руководителей Сипайского восстания.
- Нана Фарнавис — министр Государства маратхов.
- Дадасахеб Пхальке — «отец индийского кино».
- Винаяк Дамодар Саваркар — литератор, основоположник националистической идеологии хиндутвы.
- Васудев Балвант Пхадке — борец за независимость Индии от британского колониального правления, революционер.
- Самбхаджи — второй правитель Государства маратхов.
- Тарабай — правительница и военачальница маратхов.
- Бал Гангадхар Тилак — индийский писатель и лидер националистического движения.
- Тантия Топи — один из руководителей Сипайского восстания.
- Анна Хазаре — общественный активист.
- Шиваджи — военачальник, создатель Государства маратхов.
- Каджол — индийская актриса.